# معرف الخدمة المحدد
معرِّف الخدمة المحدَّد (بالإنجليزية : Service Set Identifier ويختصر في SSID ) هو اسم شبكة لاسلكية مطابقة لمقياس آي تربل إي 802.11 للتوصيل الشبكي اللاسلكي. يتكون هذا الاسم من سلسلة أحرف من 0 إلى 32 بايت وبالإمكان أن يضم حروفاً وأرقاماً. ويتم تخصيص معرف الخدمة المحدَّد أو اسم الشبكة عند نقطة الوصول أو الموجه اللاسلكي.
تحدد معظم علب التوصيل إلى الإنترنت (البوابات التي نستخدمها للولوج إلى الإنترنت) معرف الخدمة المحدَّد لتقديم شبكة واي فاي تلقائيًا للمستخدم.
غالبا ما يصعب حفظ معرف الخدمة المحدَّد ومفتاح الوصول المرتبط به الذي تحدده شركات تزويد خدمة الإنترنت والذين يمكن العثورعليهما في خطاب ترحيب من المزود أو ملصقين على ظهر علبة التوصيل إلى الإنترنت، إلا أنه ولحسن الحظ يمكن تخصيص هاتين القيمتين كيفما نريد.
يمكن تعطيل بث معرف الخدمة المحدَّد لإخفاء اسم الشبكة اللاسلكية عن المستخدم، إلا أن هذا الإجراء لا يوفر إطلاقا أي حماية للشبكة من الاختراقات الخارجية.
بالرغم من أن معرف الخدمة المحدَّد لا يشارك في توفير أمان الشبكات اللاسلكية ، إلا أنه لا يزال يلعب دورًا مهمًا في كيفية استعمالها والاستفادة منها لأنه يسمح للمستخدم بتحديد الشبكة التي يريد أو يجب عليه أن يتصل بها.
يجب أن تكون أسماء معرفات الخدمة المحدَّدة واضحة بما يكفي لنقل هذه المعلومات إلى المستخدم الذي يريد استعمال الشبكة، ويقيه على وجه الخصوص الاتصال بشبكة يحتمل أن يستغلها متسلل اخترق الشبكة لسرقة البيانات السرية. ولهذا يجب أن يكون استعمال معرف الخدمة المحدَّد دائمًا مصحوبًا بإجراءات أمنية أخرى، مثل التشفير باستعمال بروتوكول الوصول بالواي فاي المحمي  (بالإنجليزية : Wi-Fi Protected Access ويختصر في WPA) ، لضمان الحماية المناسبة لمستخدمي الإنترنت والذين يتصفحون الشبكة.